# Фу Шън
Фу Шън (на китайски: 苻生; на пинин: Fú Shēng) е император на Ранна Цин, управлявал от 355 до 357 година.

## Биография
Роден през 335 година, той е трети син на Фу Дзиен от етническата група ди, който през 351 година става първи император на Ранна Цин. Въпреки че от малък е сляп с едното око, през 354 година Фу Шън е обявен за престолонаследник, след като по-големият му брат Фу Чан е убит във войната срещу Дзин.
През лятото на 355 година Фу Дзиен умира и Фу Шън наследява трона. Жесток и подозрителен, през следващите години той екзекутира много високопоставени служители, както и членове на владетелския род. През 357 година той планира убийството на своя братовчед Фу Дзиен, но той го изпреварва, извършва преврат и го екзекутира чрез влачене с кон.